# Ein Leben für ein Leben – Adam Resurrected
Ein Leben für ein Leben – Adam Resurrected (Alternativtitel: Ein Leben für ein Leben – Adam Hundesohn, Originaltitel: Adam Resurrected) ist ein US-amerikanisch-deutsch-israelisches Filmdrama von Paul Schrader. Der Film basiert auf Yoram Kaniuks Roman Adam Hundesohn, der 1968 in Israel erschien.

## Handlung
Der Film erzählt die Geschichte von Adam Stein, dem Patienten einer psychiatrischen Klinik für Holocaust-Überlebende in Israel im Jahre 1961. Der ehemalige Varietékünstler Stein überlebte als einziges Mitglied seiner Familie Verfolgung und Konzentrationslager, weil er sich bereit erklärte, zur Belustigung des KZ-Lagerkommandanten in die Rolle eines Hundes zu schlüpfen. Als ein verwahrloster Junge, der sich für einen Hund hält, in die Klinik eingeliefert wird, kann Stein während der allmählichen Annäherung zwischen ihm und dem Jungen sein eigenes Trauma überwinden.

## Hintergrund

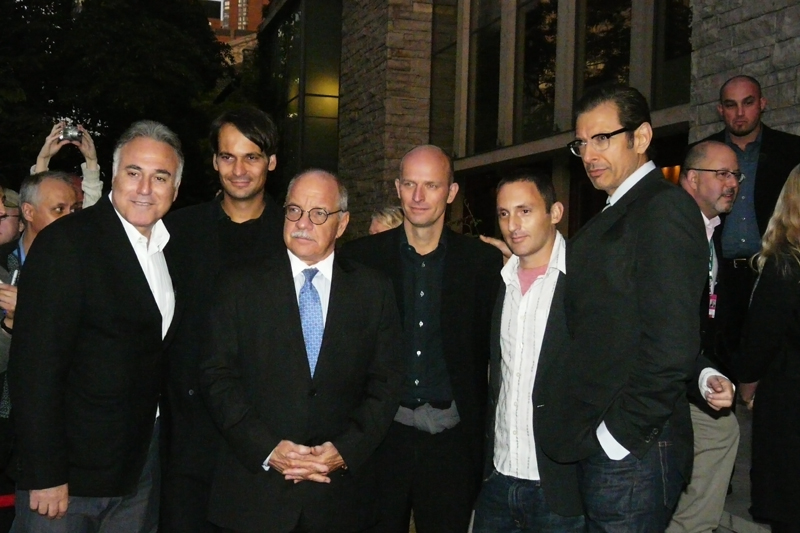
Cast und Crew bei der Premiere des Films im Rahmen des Toronto Film Festivals

Der Film wurde auf zahlreichen internationalen Festivals gezeigt, darunter dem Telluride Film Festival, dem Toronto Film Festival, dem Haifa Film Festival und der Internationalen Filmwoche von Valladolid. In Deutschland kam er am 19. Februar 2009 in die Kinos.

## Kritiken
Das Lexikon des internationalen Films bezeichnete den Film als ein „virtuos entwickelte[s] Drama“, dem es gelinge, die verschiedenen Zeitebenen geschickt miteinander zu verzahnen. Die Verstörung der Hauptfigur würde so „bildästhetisch sicht- und nachfühlbar“.

## Auszeichnungen
- 2009: Preis für die Beste Musik auf der Internationalen Filmwoche von Valladolid